# 김봉곤
김봉곤(金烽坤, 본명: 김도곤, 본명 한자: 金道坤, 1967년 9월 28일~)은 대한민국의 한학 교육가 겸 훈장(訓長) 출신의 방송인이자 교육인, 작사가 겸 시인이다. 현재는 충청북도의 진천군의 〔선촌서당(仙村書堂)〕에서 교육을 하고 있다. 본은 김해(金海)이며, 호(號)는 몽양(夢陽)이다.
김해 김씨(金海 金氏)의 판도판서공파(版圖判書公派, 일명 삼현파(三賢派))의 22대손 출신인 그는, 경상남도 하동군 청암면 묵계리 지리산 청학동 도인촌 마을에서 출생하였고 충청남도 논산군 연산면과 경기도 용인군 기흥면과 전라북도 임실군 임실면과 전라남도 승주군 낙안면에서 잠시 유년기를 보낸 적이 있으며, 12세이던 1978년 다시 경상남도 하동군 청암면 묵계리 지리산 청학동 도인촌 마을 향리에 귀향하여 성장하였다.
한때 강원도 철원군에 거주하기도 한 그는 현재 충청북도 진천군 문백면 평산리에서 〔진천 청학동 몽양서원(鎭川 淸鶴洞 夢陽書院)〕의 후신인, 〔진천 청학동 선촌서당(鎭川 淸鶴洞 仙村書堂)〕을 운영하고 있다.
신장은 170cm이고 체중은 65kg인 그는 등산과 독서와 여행과 바둑과 장기에 취미가 있고 검술과 서예에 특기가 있다.
5세 때부터 서당 생활로써 오랫동안 한학 수련을 한 그는 한시와 시문학과 시조에 능하며 한때 1991년에 서울 종로구 혜화동 대학로에서 연극배우로 첫 데뷔하여 활동한 적이 있고 1994년부터 MBC 문화방송에서 매스컴을 타고 이로 인한 유명세로 주목을 받기 시작했으며 이후에는 한때 가수(1997년 11월)와 영화배우(2011년 5월), 다큐멘터리 영화감독(2011년 10월)과 배우(2015년 5월)로 활동하기도 하였다.

## 작품

### 시집
- 1993년 《댕기머리 청년 몽양 김봉곤의 한시와 시조(어언 2년 동안 써 온 시문)》

### 수필
- 2001년 《판소리를 배우려던 나의 유소년 시절 청학동 우물 안 개구리 신세》

### 저술
- 2002년 《고난과 외로움을 견디니 결국 높은 자리 벼슬도 아니 부러운 영광이...》
- 2009년 《김봉곤 훈장의 소림 중국어》(24권)
- 2009년 《김봉곤 훈장의 동화 한자》(24권)

### 노래 작사
- 2023년 《빵빵하게 살아보세》 - (김봉곤 작사 / 공정식 작곡·편곡 / 김다현 노래)

## 출연 작품

### TV 드라마
- 1997년 MBC 청춘시트콤 《남자 셋 여자 셋》 ... 서울에 방문 온 경남 밀양 유생 최민섭 군 역
- 1998년 MBC 청춘시트콤 《남자 셋 여자 셋》 ... 서울 변두리 유생 김봉곤 군 역
- 1998년 MBC 주간시트콤 《여자 대 여자》 ... 서울에 방문 온 경남 창원 유생 손영창 군 역
- 2015년 TV조선 토요드라마 《수상한 애견카페》 ... 김훈장 역

### TV 방송
- 2012년 JTBC 《대한민국 교육위원회》
- 2013년 JTBC 《유자식 상팔자》
- 2013년 KBS2 《여유만만》
- 2015년 KBS2 《슈퍼맨이 돌아왔다》
- 2018년 tvN 《둥지탈출》
- 2018년 tvN 《아찔한 사돈연습》
- 2020년 KBS2 《슈퍼맨이 돌아왔다》
- 2021년 KBS2 《살림하는 남자들》

### CF
- 동화약품 비타천플러스
- 오스템임플란트
- 바이온텍
- 공익광고협의회

## 가족 관계
- 배우자 : 전혜란
- 장녀 : 김자한(1998년 ~ )
- 아들 : 김경민(2001년 ~ )
- 차녀 : 김도현(2006년 8월 3일(18세) ~ )
- 삼녀 : 김다현(2009년 2월 23일(16세) ~ )

## 기타 특점
- 전라남도 승주 낙안면(교촌리)에서 출생한 옥산 이정석(沃山 李定石) 경상남도 하동 청암면 묵계리 지리산 청학동 도인촌 마을 명륜서당 당주(慶尙南道 河東 淸鶴洞 明倫書堂 堂主)와는 하동 청암면 청학동 시절 사형(師兄)이라는 것으로 알려져 있다(사형제(師兄弟)라는 관계.).
- 군대는 면제를 받았다고 한다. 그 이유는 사실상 오로지 서당 공부만 해서 학력미달이기 때문이다.